# Odiham Castle

Odiham Castle (lokalt kendt som King John's Castle) er ruinen af en middelalderborg nær Odiham i Hampshire, United Kingdom.
Det er én af kun tre fæstninger, som blev opført af kong John under hans styre. Stedet blev muligvis valgt af kongen fordi han havde besøgt området i 1204, og fordi de ligger nogenlunde lavvejs imellem Windsor og Winchester.
Det er en listed building af første grad.